# Шенберг (Лауенбург)
Шенберг (њем. Schönberg) општина је у њемачкој савезној држави Шлезвиг-Холштајн. Једно је од 131 општинског средишта округа Херцогтум Лауенбург. Према процјени из 2010. у општини је живјело 1.299 становника. Посједује регионалну шифру (AGS) 1053112.

## Географски и демографски подаци
Шенберг се налази у савезној држави Шлезвиг-Холштајн у округу Херцогтум Лауенбург. Општина се налази на надморској висини од 61 метра. Површина општине износи 14,8 km². У самом мјесту је, према процјени из 2010. године, живјело 1.299 становника. Просјечна густина становништва износи 88 становника/km².